# 勝目梓
勝目 梓（かつめ あずさ、男性、1932年6月20日 - 2020年3月3日）は、日本の小説家・エッセイスト・俳人。
東京生まれ。鹿児島県立伊集院高等学校中退。

## 来歴・人物
幼い頃両親が離婚し、母とともに九州に渡る。高校中退後、長崎で炭鉱夫として働き、労組の責任者となるが闘争に敗れて退職。ほか養鶏業、自動車教習所教員など、さまざまな職を転々とし、三年間の結核療養中に作家を志す。
1962年、初めて書いた小説で文學界新人賞に応募、一次予選通過。
1964年、郷里に妻を残し、愛人とともに上京。運送会社のトラック運転手として働きながら、同人誌『文藝首都』に所属し、翌年、19歳で入会してきた中上健次を知り、中上の才能に打ちのめされる。
1966年、34歳で、『文藝首都』の推薦作「玩具の花」を『新潮』に発表。1967年、「マイ・カアニヴァル」（『文藝首都』）で上半期芥川賞候補、1968年、「遠景」を『文學界』に、1969年、「花を掲げて」を同誌に発表、直木賞候補となるが、芽が出なかった。
1970年、森敦と出会い、毎朝激励の電話を受けるなどして文学について教わった結果、娯楽小説に転じる決意をする。
1974年、42歳の時に「寝台の方舟」で小説現代新人賞を受賞、1975年から官能小説を中間小説誌に発表するようになる。
1977年、45歳で、初の単行本『マン・フラワー号のハント旅行』（グリーンアロー・ブックス）を刊行。
1978年、五冊目の単行本『獣たちの熱い眠り』がベストセラーになり、以後、主としてバイオレンス官能作家として、今日まで300冊近い著作を出している。
1981年、日本文芸大賞受賞。
1983年、初期の作品「玩具の花」「寝台の方舟」が、『寝台の方舟』で初めて単行本となった。
1986年、「鷹羽狩行集」に長文の解説を掲載、2004年に刊行された『俳句の森を散歩する』では、46人の俳人をとりあげて精細に論じている。
勝目自身も俳人であり、「全日本俳句結社総評議会」と銘打った句会を20年以上にわたって主宰し、「一煙」の俳号をもつ。
1997年、第50回日本推理作家協会賞短編および連作短編集部門、1998年、第51回日本推理作家協会賞短編および連作短編集部門の選考委員を務めた。
2006年、『小説家』、2007年、『老醜の記』で初めて私小説に手を染め、純文学を諦めて量産作家となった屈折を明らかにした。
2020年3月3日、心筋梗塞のため死去。87歳没。

## 作品リスト

### 小説

#### 遊乱二郎殺しのファイルシリーズ
- 四月の風は鉛色（1983年3月 トクマ・ノベルズ / 1988年1月 徳間文庫）
- けもの道に罠を張れ（1986年7月 徳間文庫 / 2001年2月 講談社文庫）
- 炎の黙示録（1988年6月 徳間文庫 / 1998年3月 日文文庫）

#### ふしだら探偵事件簿シリーズ
- 新宿・歌舞伎町殺人計画 ふしだら探偵事件簿（1984年5月 フタバノベルス）
  - 収録作品：パンティ殺人計画 / のぞき部屋殺人計画 / デート･パブ殺人計画 / 出張トルコ殺人計画 / 裏ビデオ殺人計画 / ロリコン殺人計画
    - 【改題】新宿歌舞伎町殺人計画（1986年10月 双葉文庫）
- 能登周遊殺人計画（1987年10月 双葉文庫）
- カルチャー教室トラブル中 ふしだら探偵おとぼけ事件簿（1989年3月 フタバノベルス）
  - 収録作品：お料理教室 食中毒事件 / 書道教室 筆下ろし事件 / コピー・ライター教室 舌先三寸事件 / 俳句教室 字あまり事件 / 水泳教室 水難事件 / ミステリー教室 殺人未遂事件
    - 【改題】ふしだら探偵トラブル中（1991年9月 双葉文庫）

#### 私立探偵・伊賀光二シリーズ
- 扉は静かにノックされた（1984年10月 フタバノベルス / 1987年6月 双葉文庫 / 1996年4月 ケイブンシャ文庫）
- 矢は闇を飛ぶ（1983年6月 広済堂ブルーブックス / 1986年6月 双葉文庫 / 1997年3月 ケイブンシャ文庫）
- 仮面を脱ぐ女（1986年12月 フタバノベルス / 1989年1月 双葉文庫）
- あいつの堕ちる場所（1990年6月 フタバノベルス / 1992年8月 双葉文庫）
- 誰かが眠れない夜（1990年10月 双葉文庫 / 1996年8月 ケイブンシャ文庫 / 2003年9月 徳間文庫）
- 孔雀が踊れば鼠が笑う（1994年1月 トクマ・ノベルズ）
  - 【改題】あやしい叢（1998年1月 講談社文庫）

#### 便利屋・芳賀連太郎シリーズ
- 悪党（わる）（1984年11月 カッパ・ノベルス / 1989年3月 光文社文庫）
- 悪女は午前二時に眠る（1986年6月 カッパ・ノベルス / 1990年11月 光文社文庫）

#### 探偵・秋津慎平シリーズ
- 花言葉は死（1985年7月 講談社文庫 / 1997年8月 徳間文庫）
- 蛇淫の殺意（1985年10月 トクマ・ノベルズ / 1990年2月 徳間文庫）
- 雨の逃亡者（1986年7月 フタバノベルス / 1988年6月 双葉文庫 / 1997年9月 ケイブンシャ文庫）
- 殺人者は二度唄う（1987年6月 フタバノベルス / 1989年3月 双葉文庫）
- 街のけもの道（1989年1月 トクマ・ノベルズ / 1992年4月 徳間文庫）
  - 収録作品：熱帯夜には殺しが似合う / ヘアー / 閃光の刻 / プレゼント / 雨 / 街のけもの道
- 押入れの中の髑髏（しゃれこうべ） 秋津慎平レイプ事件の暗部を抉る（1989年8月 フタバノベルス）
  - 【改題】押入れの中の髑髏（1992年2月 双葉文庫）
- 雪の埋葬 秋津新平、小樽-東京を結ぶ謎に挑戦す（1990年7月 フタバノベルス）
  - 【改題】雪の埋葬（1993年2月 双葉文庫）
- 潮（うしお）の葬列 秋津慎平海に消えた女の謎に挑む（1991年8月 フタバノベルス）
  - 【改題】潮の葬列（1994年1月 双葉文庫）
- 炎の埋葬（1992年6月 フタバノベルス / 1995年1月 双葉文庫）
- 砂の記憶（1994年11月 フタバノベルス / 2002年1月 双葉文庫）
- 波の殺意（1995年11月 フタバノベルス / 2000年5月 双葉文庫）
- 奴隷たちに花束を 探偵・秋津慎平の審判（1997年2月 フタバノベルス）
  - 【改題】奴隷たちに花束を（2002年9月 双葉文庫）
- 視線の刃 探偵・秋津慎平の奔走（1998年2月 フタバノベルス）
  - 【改題】視線の刃（2003年6月 双葉文庫）
- 夜を往（い）く者たち 探偵・秋津慎平の慷慨（1999年3月 フタバノベルス）
  - 【改題】夜を往く者たち（2004年1月 双葉文庫）
- 獣の聖域（2006年5月 フタバノベルズ）

#### ボディーガード四人組シリーズ
- ボディーガード午前四時（1987年10月 角川文庫 / 2008年1月 光文社文庫）
- 息ひそめ、闇に羽撃（はばた）け（1988年10月 カドカワノベルズ / 1990年10月 角川文庫）
- 殺意の棲処（1990年2月 カドカワノベルズ / 1992年7月 角川文庫）
- 終わりなき十点鐘（テンゴング）（1991年4月 カドカワノベルズ / 1994年8月 角川文庫）

#### 海鳴りのジョーシリーズ
- 非情の闇に罠を張れ（1988年1月 ジョイ・ノベルス / 1991年3月 角川文庫）
  - 収録作品：拳銃密売人を追え / 標的は殺し屋 / 殺しの裏を暴け / 罠を手繰れ / 非情の闇に罠を張れ / コールガールを誘拐せよ
- 弔歌 男たちの祀り（1989年11月 ジョイ・ノベルス / 1993年6月 角川文庫）
- 獣たちの墓を掘れ（1991年10月 ジョイ・ノベルス / 1995年3月 角川文庫）
  - 収録作品：ハイエナを追いつめろ / 黒幕を追いつめろ / クスリ屋をいぶり出せ / 罠には罠を / 脅迫屋の死を追え / 獣たちの墓を掘れ

#### その他
- マン・フラワー号のハント旅行（1977年6月 グリーンアロー・ブックス）
  - 【改題】妖精狩り（1982年1月 徳間文庫 / 2003年12月 光文社文庫）
- 夜を真昼に（1978年1月 双葉社 / 1981年4月 徳間文庫）
- 好色な狩人（1978年9月 広済堂ブルーブックス / 1982年7月 徳間文庫 / 2014年3月 廣済堂文庫）
- 獣たちの熱い眠り（1978年12月 トクマ・ノベルズ / 1981年5月 徳間文庫 / 1999年5月 講談社文庫）
- 夜の牙（1979年6月 Nikkan novels / 1985年 徳間文庫 / 2005年12月 徳間文庫【新装版】）
- 処刑台の昏き祭り（1979年8月 トクマ・ノベルズ / 1981年7月 徳間文庫）
  - 【改題】昏き処刑台（1999年7月 講談社文庫）
- 官能の狩人（1979年9月 広済堂ブルーブックス / 1983年3月 徳間文庫 / 1990年8月 Tairiku novels / 2002年3月 ケイブンシャ文庫）
- 墓碑銘は炎で刻め（1979年11月 トクマ・ノベルズ / 1981年9月 徳間文庫）
- わが胸に冥き海あり（1979年12月 トクマ・ノベルズ / 1982年5月 徳間文庫 / 1997年5月 講談社文庫 / 2014年12月 光文社文庫）
- 欲望の密室（1979年12月 ジョイ・ノベルス / 1983年1月 角川文庫）
- 色なやみ セックス仕掛人のカルテ（1979年12月 文華新書）
- 愛慾の標的（1980年1月 グリーンアロー・ブックス）
- 夜の獲物（1980年3月 広済堂ブルーブックス / 1982年11月 角川文庫 / 2003年12月 廣済堂文庫）
  - 収録作品：獣の交わり / 揺れる部屋 / 野獣のポーズ / 蜜と毒 / 魔の交錯 / 赤い闇 / 夜の獲物 / 地獄の迷彩
- 赦されざる者の挽歌（1980年3月 トクマ・ノベルズ / 1982年10月 徳間文庫 / 2003年8月 講談社文庫）
  - 収録作品：火の花壇 / 沸点 / 血の闇 / 哀しい兵士 / 白い闇 / 姦刑 / 公開私刑 / 地獄の轍 / 蹂躙
- 人喰い花（1980年4月 ビッグ・ブックス / 1983年9月 徳間文庫 / 1987年1月 ビッグ・ブックス / 1995年7月 青樹社文庫）
  - 収録作品：人喰い花 / だまし風 / ブロンドの女王蜂 / ぎゃんぐ・えれじい / 華麗なる誘惑 / 天使が笑う夜 / 罠の報酬 / 時の柩
    - 【改題】天使が笑う夜（2000年11月 廣済堂文庫）
- 血の裁き（1980年6月 ノン・ノベル / 1987年9月 ノン・ポシェット）
- 地獄の十点鐘（1980年6月 トクマ・ノベルズ / 1983年5月 徳間文庫）
  - 【改題】生贄（2000年2月 講談社文庫）
- 闇に光る肌（1980年8月 トクマ・ノベルズ / 1983年7月 徳間文庫 / 1999年2月 講談社文庫）
- 孤狼蠢く街（1980年8月 ジョイ・ノベルス / 1984年2月 徳間文庫）
- 夜の曼陀羅（1980年9月 光文社 / 1983年12月 徳間文庫）
- 炎の残像（1980年10月 徳間文庫 / 1999年3月 日文文庫）
- 黒の饗宴（1980年11月 トクマ・ノベルズ / 1984年9月 徳間文庫）
- 薔薇の葬列（1980年12月 徳間文庫 / 1986年 徳間文庫 / 1998年9月 日文文庫）
- 夜のアラベスク（1981年1月 光文社 / 1984年4月 徳間文庫）
- 白昼の獲物（1981年1月 広済堂ブルーブックス / 1984年5月 徳間文庫）
- その死を暴くな（1981年1月 講談社 / 1983年6月 講談社文庫 / 2000年8月 徳間文庫）
- 火刑の朝（1981年2月 トクマ・ノベルズ / 1985年8月 徳間文庫 / 1997年3月 講談社文庫）
  - 収録作品：葬送の回路 / 火刑の朝 / 牝豹、闇を討つ / 殺しの奇祭 / 獣の甘い肌 / 血の音 / 脅迫の陰画 / 闇のプレゼント
- 昼下がりの誘惑（1981年2月 ジョイ・ノベルス / 1984年12月 徳間文庫）
- 夜のエージェント（1981年3月 サンケイ出版 / 1982年11月 Sankei novels / 1987年9月 講談社文庫 / 2000年1月 徳間文庫）
- 夜の万華鏡（1981年3月 広済堂ブルーブックス / 1985年1月 徳間文庫）
- 蜜と牙（1981年4月 講談社 / 1983年9月 講談社文庫 / 2001年10月 徳間文庫）
  - 収録作品：朝焼けは血の色 / オリオンの殺意 / 蜜と牙 / 弾けブルース / 落葉の柩 / 天使の遁走曲
- 逃亡原野（1981年4月 トクマ・ノベルズ / 1985年12月 徳間文庫）
  - 【改題】逃亡（1997年12月 講談社文庫）
- 色ぐるい セックス仕掛人のカルテ（1981年5月 文華新書）
- 復讐海流（1981年5月 トクマ・ノベルズ / 1986年2月 徳間文庫）
- 女神たちの森（1981年6月 徳間文庫 / 2010年7月 光文社文庫）
  - 収録作品：ヴィヴァ！ボート / 魔女たち / ミス・ショット / グリーンの罠 / 夜の帆走 / 夜明けの人魚 / やさしい夏 / 花の投影 / 風のたより / ラブ・コネクション / ピンクの蝶
- その傷口を刃で飾れ（1981年7月 トクマ・ノベルズ / 1986年4月 徳間文庫 / 2001年5月 ケイブンシャ文庫）
  - 収録作品：ブラック・モーニング / 750ｃｃ（ナナハン）心中 / しらけ鳥のブルース / 盗まれた夜 / 汚れた夜の夜想曲（ノクターン） / 誘惑の紫陽花 / 青い鳥のエレジー / ジグソーパズル / 下在の譜
- 夢追い肌（1981年8月 徳間文庫 / 2002年8月 講談社文庫）
  - 収録作品：夢追い肌 / 別れは初夜に / 肉の交信 / 肉の輪舞 / 夢よさらば / バイバイ・ブルース / 騒ぎの果て / 似顔絵セックス
- 牙の街（1981年8月 講談社 / 1984年6月 講談社文庫 / 2002年1月 光文社文庫）
  - 収録作品：牙の街 / 仮面の絆 / 偽りの葬列 / 轍の陰画
- 暗黒天使（1981年8月 トクマ・ノベルズ / 1985年10月 徳間文庫）
- 赤い歳月（1981年8月 有楽出版社 / 1985年3月 徳間文庫）
- いつも雑踏の中にいた（1981年9月 文化出版局 / 1984年2月 ケイブンシャ文庫 / 1987年12月 集英社文庫）
- 悪女軍団（1981年10月 サンケイ出版 / 1982年11月 サンケイ出版 / 1987年3月 講談社文庫）
- 欲望砂漠（1981年11月 Nikkan novels / 1982年5月 角川文庫 / 1989年7月 角川文庫）
- 鮮血の珊瑚礁（1981年11月 カドカワノベルス / 1985年6月 徳間文庫 / 1993年4月 集英社文庫）
- 日蝕の街（1981年12月 カドカワノベルズ / 1985年6月 講談社文庫 / 1999年6月 光文社文庫）
- 火の曳航（1981年12月 実業之日本社 / 1983年12月 集英社文庫）
- 仮面の裂ける日（1982年1月 トクマ・ノベルズ / 1986年9月 徳間文庫）
- 報復のバラード（1982年2月 講談社 / 1985年1月 講談社文庫 / 2002年8月 光文社文庫）
  - 収録作品：野獣志願 / 報復のバラード / 豹たちの夏 / 他人の闘い / 炎の挽歌
- 暗殺都市（1982年2月 カドカワノベルズ / 1985年4月 角川文庫 / 2003年6月 廣済堂文庫）
- 影の弔鐘（1982年3月 トクマ・ノベルズ / 1987年1月 徳間文庫）
- 女教師に捧げる鉄拳（1982年7月 講談社文庫 / 1985年8月 講談社文庫）
- 迷路に花束（1982年7月 フタバノベルス / 1984年8月 集英社文庫）
- 殺しのカードは蜜の味（1982年9月 角川文庫 / 2002年12月 廣済堂文庫）
  - 収録作品：愛慾の標的 / 殺しのカードは蜜の味 / 柩の蓋に柔肌を / 名器は死の匂い / 肉の貌 / 闇の牝狼 / 蜜の企み
- 夢地獄（1982年9月 徳間文庫 / 1986年4月 ビッグ・ブックス / 1994年12月 青樹社文庫 / 2001年5月 廣済堂文庫）
  - 収録作品：夢地獄 / ディスカバー・ワイフ / 悪知恵くらべ / 白夜の女 / トリプルプレイ / セックス人形 / 熱い密戯 / わななき / ラブ・トリップ
- 処刑のライセンス（1982年10月 有楽出版社 / 1985年3月 光文社文庫 / 2013年6月 光文社文庫【新装版】）
  - 収録作品：処刑のライセンス / 走る女 / 声の罠 / 声 / 相乗り共和圏
- 咬ませ犬（1982年11月 カドカワノベルズ / 1985年5月 角川文庫）
- 真夜中の使者（1982年12月 ノン・ノベル / 1984年1月 ノン・ノベル / 1987年3月 光文社文庫 / 2004年7月 徳間文庫 / 2014年2月 光文社【新装版】）
- 大江戸闇草紙（1982年12月 Sankei novels）
  - 収録作品：小判地獄 / 刺青地獄 / 火炎地獄 / 邪教地獄
    - 【改題】地獄づくし 大江戸闇草紙（1987年7月 角川文庫）
- 扉の中の祝宴（1983年1月 徳間文庫）
- 朱い雪の神話（1983年1月 トクマ・ノベルズ / 1987年5月 徳間文庫 / 1993年11月 集英社文庫）
  - 収録作品：冥い叢（ラフ）の神話 / 黒い霧の神話 / 蒼い砂の神話 / 青い拳の神話 / 朱い雪の神話
- 緋の光彩（1983年3月 C★NOVELS / 1986年12月 講談社文庫 / 1998年6月 徳間文庫）
- ガラスの部屋（1983年3月 ジョイ・ノベルス / 1987年2月 集英社文庫 / 1994年1月 徳間文庫）
- 悪の原生林（1983年4月 ノン・ノベル / 1987年12月 ノン・ポシェット）
- コードネームは紅い薔薇（1983年4月 有楽出版社 / 1986年2月 光文社文庫）
- 赤い傾斜（1983年4月 トクマ・ノベルズ / 1987年8月 徳間文庫）
- 私設断頭台（1983年5月 講談社ノベルス / 1986年6月 講談社文庫 / 2000年4月 光文社文庫）
- 血の狩人（1983年7月 カッパ・ノベルス / 1988年3月 光文社文庫）
  - 【改題】処刑猟区（1999年3月 講談社文庫）
- 名器は殺しの味（1983年8月 フタバノベルス / 1984年10月 双葉文庫）
- 寝台の方舟（1983年10月 講談社）
- 沈黙の祝祭（1983年11月 有楽出版社 / 1986年11月 ケイブンシャ文庫 / 1996年6月 双葉文庫）
  - 収録作品：沈黙の祝祭 / ウォッチング / 殺意の部屋 / 骸の街 / 夜よ、ゆるやかに / 肌ざんげ / 頼もしき女房たち
- 絢爛たる檻（1983年11月 講談社ノベルス / 1986年9月 講談社文庫 / 1999年3月 徳間文庫）
- 甘いうめきが死を招く（1983年11月 徳間文庫 / 2001年5月 日文文庫）
- 業火の祭典（1984年2月 ノン・ノベル / 1988年7月 ノン・ポシェット）
- 午後の幻聴（1984年4月 トクマ・ノベルズ / 1988年10月 徳間文庫）
- 柩の十字架（1984年5月 講談社ノベルス / 1987年6月 講談社文庫 / 2000年7月 光文社文庫）
- 地獄の狩人（1984年6月 カッパ・ノベルス / 1988年8月 光文社文庫 / 2002年5月 講談社文庫）
- 聖女たちの館（1984年7月 徳間文庫）
- 鬼の棲む場所（1984年8月 トクマ・ノベルズ / 1989年4月 徳間文庫 / 1997年10月 日文文庫）
- 暗黒の輪舞（ロンド）（1984年8月 ジョイ・ノベルス / 1987年5月 集英社文庫）
- 仮面の火祭り（1984年8月 講談社ノベルス / 1987年8月 講談社文庫 / 1996年7月 徳間文庫）
- 迷路の女（1984年9月 ノン・ノベル）
  - 【改題】焦熱の檻（1988年12月 ノン・ポシェット）
- 鬼畜の宴（1984年10月 光文社文庫 / 2012年12月 光文社文庫【新装版】）
- 殲滅のＺ指令（1984年10月 有楽出版社 / 1986年11月 光文社文庫）
- 轍が弔うお前の恨み（1984年11月 トクマ・ノベルズ / 1989年9月 徳間文庫）
- ボサノバは殺しの旋律（1985年1月 有楽出版社 / 1989年11月 光文社文庫）
  - 収録作品：ボサノバは殺しの旋律 / 留守番電話の声 / 愛しの脅迫者 / 熱い砂 / 蜜の囁き / 鼠たちの夜 / バーミリオンの貞操帯 / “女王”のアバンチュール / ラブ・イン・シンジュク
- “紅葉作戦”を追え（1985年1月 ノン・ノベル【上・下】）
  - 【改題】黒い顎（1989年7月 ノン・ポシェット【上・下】）
- 鮮血の宴（1985年2月 廣済堂文庫）
- 露出（1985年2月 カッパ・ノベルス / 1989年6月 光文社文庫）
- 美しい牙（1985年3月 集英社 / 1988年2月 集英社文庫）
- ライバルはベッドで殺せ（1985年4月 廣済堂文庫）
- 名器アマゾネス殺人事件（1985年5月 フタバノベルス）
- 蜜の報酬（1985年6月 有楽出版社 / 1990年5月 講談社文庫）
  - 収録作品：蜜の報酬 / 新宿狂い花 / 花の脅迫者 / 甘い噂 / 真っ暗 / 乳房に電話機を / あかんべえ / ヌードの非常線 / 窮すれば通ず
- 天使たちの肖像（1985年7月 文藝春秋 / 1988年6月 文春文庫）
- 悪党図鑑（1985年7月 広済堂ブルーブックス / 1987年11月 光文社文庫 / 1999年1月 講談社文庫）
- 闇が裂ける（1985年7月 講談社ノベルス / 1988年5月 講談社文庫 / 1999年5月 徳間文庫）
- 紅い薔薇の狩人（ハンター）（1985年8月 廣済堂文庫）
- 暗黒の狩人（1985年9月 光文社文庫 / 1998年11月 講談社文庫）
- 坩堝（ルツボ）（1985年9月 カドカワノベルズ）
  - 【改題】復讐の円舞曲（1987年2月 角川文庫 / 2007年9月 ジョイ・ノベルス）
- 殺し屋（1985年10月 講談社ノベルス / 1988年8月 講談社文庫）
- 目撃者を探せ（1985年11月 ジョイ・ノベルス / 1988年11月 集英社文庫）
  - 収録作品：消えた秘画 / 身代金の秘密 / 紙の爆弾 / 真夜中の人形 / 裸のシンデレラ / 目撃者を探せ
- 霧の殺意（1985年11月 Sankei novels / 1990年1月 光文社文庫）
- 柔肌は殺しの匂い（1985年12月 桃園新書 / 1987年5月 CR文庫 / 1988年11月 光文社文庫 / 2003年6月 講談社文庫）
  - 収録作品：柔肌は殺しの匂い / 強姦ゲーム / 採用試験 / リングの女豹たち / 愛欲の亀裂 / モン・シェル・レイ / 女たちの画帖
- 闇の亀裂（1985年12月 光文社文庫）
- 欲望十字街（1986年2月 講談社文庫 / 2002年2月 徳間文庫）
  - 収録作品：欲望十字街 / やさしさ地獄 / 夜の哄笑 / 真夜中の舞台 / めぐりあわせ / ただいま夫婦交換中 / ふりむく女 / 罠の報酬
- 肉狩り（1986年4月 講談社ノベルス / 1989年3月 講談社文庫）
  - 収録作品：理由 / 屑 / 冗談 / 指 / ピエロ / 巷 / 連鎖 / 窃視 / 調教 / 毒 / 声 / 買う
- 鬼影（1986年4月 Sankei novels / 1990年6月 光文社文庫）
- もう朝は訪れない（1986年5月 トクマ・ノベルズ / 1990年6月 徳間文庫 / 1999年8月 ケイブンシャ文庫）
- 赤い闇から来た女（1986年5月 ケイブンシャノベルス / 1988年3月 ケイブンシャ文庫 / 1996年12月 双葉文庫）
- 汚れし血もて償え（1986年6月 カドカワノベルス / 1988年2月 角川文庫 / 2007年3月 ジョイ・ノベルス）
- クラクションは情事の合図（1986年6月 光文社文庫）
- 沈黙の叫び（1986年7月 読売新聞社 / 1989年9月 集英社文庫）
- 戦士たちの弔鐘（1986年7月 ノン・ノベル）
  - 【改題】鬼哭（1990年2月 ノン・ポシェット）
- 不倫の報酬（1986年8月 講談社ノベルス / 1989年8月 講談社文庫 / 2001年3月 徳間文庫）
- 掟の伝説（1986年9月 トクマ・ノベルズ / 1990年10月 徳間文庫）
- 卑怯者の夜（1986年10月 ノン・ノベル）
  - 【改題】情事の報酬（1990年7月 ノン・ポシェット）
- 悪夢の地図（1986年11月 カドカワノベルズ / 1988年10月 角川文庫）
- 凶獄（1987年1月 有楽出版社 / 1990年10月 廣済堂文庫）
  - 収録作品：凶獄 / 血の返礼 / 殺し屋ブルース / ポルノ仕掛人 / 水着 / 隣りは何をする人ぞ
- 白昼の処刑（1987年2月 カッパ・ノベルス / 1991年2月 光文社文庫）
- 視線が殺した（1987年4月 トクマ・ノベルズ / 1991年1月 徳間文庫 / 2000年8月 ケイブンシャ文庫）
- 逃げる女（1987年5月 ジョイ・ノベルス / 1990年7月 角川文庫）
- 鬼聲（きせい）（1987年5月 Sankei novels / 1991年6月 光文社文庫）
- 狂瀾の祭典（1987年6月 有楽出版社 / 1989年11月 角川文庫）
- 女豹戦士（1987年7月 ノン・ポシェット）
- 夜のラビリンス（1987年9月 光文社）
  - 収録作品：性的趣味 / 夢の終わり / 仮面 / 愛人関係 / 四重奏 / 牡の匂い / 拾った女 / 犬
    - 【改題】夜の迷宮（ラビリンス）（1991年8月 光文社文庫 / 2002年5月 徳間文庫）
- 暗黒の祭壇（1987年9月 広済堂ブルーブックス / 1988年7月 廣済堂文庫）
- 沈黙の脅迫者（1987年9月 光文社文庫）
- 血の報復（1987年10月 ノン・ノベル）
  - 【改題】黒い報復（1991年7月 ノン・ポシェット）
- 地獄の迷路（1987年11月 有楽出版社 / 1991年10月 角川文庫）
  - 収録作品：地獄の迷路 / 黒い絆 / 虫けらが笑う夜 / がらんどう / 二人のマリ子 / いちばんいい部屋 / 熱い一日 / 肉のいたずら / からみ酒 / 居留守
- 女豹たちの宴（1988年2月 天山文庫 / 1996年5月 講談社文庫）
- 往けば闇（1988年2月 トクマ・ノベルズ / 1991年6月 徳間文庫）
- 裏切者はベッドで死ね（1988年3月 Fuso mystery 500【上・下】 / 1990年3月 角川文庫【上・下】）
- 引き裂かれた夏（1988年3月 講談社ノベルス / 1991年1月 講談社文庫）
- 処刑の鐘を鳴らせ（1988年5月 広済堂ブルーブックス / 1991年5月 廣済堂文庫 / 2005年3月 コスミック文庫）
- 刃の柩（1988年5月 ノン・ノベル / 1993年3月 ノン・ポシェット）
- 髑髏を抱け（1988年6月 カッパ・ノベルス / 1992年1月 光文社文庫）
- アフガンハウンドの眼差し（1988年8月 角川書店 / 1991年8月 角川文庫）
  - 収録作品：小石の墓標 / 鹿児島灰の降る街 / 爪 / 嘘 / アフガンハウンドの眼差し / 靴 / 棺の中 / 花いちもんめ
- 孤狼たちの宴（1988年9月 天山文庫）
  - 収録作品：罠の報酬 / ハイエナの街 / 夢よさらば / 愛欲の標的（ターゲット） / リップ・テクニック / 地獄の迷彩 / 声 / 蜜の脅迫（ゆすり）
    - 【改題】狼たちの宴（1996年8月 講談社文庫）
- 寝室の仕掛人（1988年10月 有楽出版社 / 1992年10月 角川文庫）
- 断崖の時（1988年11月 小学館）
  - 【改題】脅迫者（1992年3月 祥伝社文庫）
- 禁断の抱擁 原色性愛図鑑（1988年11月 桃園書房）
- 鬼よ野に棲み時を刻め（1988年11月 トクマ・ノベルズ / 1992年1月 徳間文庫）
- 闇の秘祭（1988年11月 光文社文庫 / 2003年2月 徳間文庫）
- コール・ボーイ（1988年11月 大洋図書）
- 地獄坂の闇を撃て（1988年12月 ジョイ・ノベルス / 1992年9月 徳間文庫）
- 夜の失踪者（1988年12月 廣済堂文庫）
  - 収録作品：傷ついた翼 / トリック・プレー / 夜の失踪者 / スワップ初め / ベッドの景色 / オー・マイ・ママ / 彼女の不満 / アイ・ラブ悪妻 / けものたちの祭り
- 黒の恋殺人（1989年4月 トクマ・ノベルズ / 1993年1月 徳間文庫）
- イヴたちの神話（1989年4月 光文社 / 1992年9月 光文社文庫 / 2010年11月 光文社文庫）
- 暗黒の亀裂（1989年4月 有楽出版社 / 1993年3月 角川文庫）
- 火刑の檻（1989年5月 広済堂ブルーブックス / 1991年12月 廣済堂文庫）
- 暗黒の道標（1989年7月 Tenzan novels / 1993年3月 ジョイ・ノベルス）
- 別れは初夜に 騒ぎの果て（1989年7月 大洋図書）
- 炸裂（1989年8月 講談社ノベルス / 1992年8月 講談社文庫）
- 灼熱の刃（1989年10月 ノン・ノベル / 1994年2月 ノン・ポシェット）
- 炎の鎖（1989年10月 角川文庫 / 2006年5月 ジョイ・ノベルス）
- 修羅の狩人（1989年11月 カッパ・ノベルス / 1993年5月 光文社文庫）
- 抱擁 物語の王国（1990年12月 白水社）
  - 【改題】抱擁（1995年3月 ノン・ポシェット）
- 消えた女（1990年2月 光文社 / 1993年12月 光文社文庫）
  - 収録作品：寝室の実験 / 不倫症候群（シンドローム） / ゆらめきの朝 / パートナー / 沈黙の夜 / 残光 / ホームビデオ / 未練 / 消えた女
- 夢魔（1990年3月 トクマ・ノベルズ / 1993年5月 徳間文庫）
- 狂悦の絆（1990年4月 有楽出版社 / 1994年8月 光文社文庫 / 2004年10月 徳間文庫）
- 悦楽（1990年6月 祥伝社 / 1998年12月祥伝社文庫）
- 凶刃（1990年8月 広済堂ブルーブックス / 1992年12月 廣済堂文庫 / 2000年12月 青樹社文庫 / 2015年1月 廣済堂文庫）
- 悪党どもの舞踏会（1990年7月 ケイブンシャノベルス / 1992年7月 ケイブンシャ文庫 / 1997年12月 双葉文庫）
- 密室の狩人（1990年8月 Tairiku novels / 1993年6月 Scholar novels / 1995年8月 光文社文庫 / 2005年3月 徳間文庫）
- 地獄おろし（1990年8月 角川書店）
  - 収録作品：血しぶき千両箱 / 血しぶき生娘（おぼこ）肌 / 血しぶき魔性剣 / 血しぶき女郎蜘蛛
    - 【改題】地獄おろし 大江戸闇草紙（1992年5月 角川文庫）
- はみだし者（1990年9月 講談社ノベルス / 1993年8月 講談社文庫）
- 暗黒の鎖（1990年9月 光文社文庫）
- 野獣志願（1990年9月 トクマ・ノベルズ / 1993年10月 徳間文庫）
- 邪淫記（1990年11月 ジョイ・ノベルス / 1994年1月 講談社文庫）
- 密室の光景（1990年11月 ベストセラーズ / 1992年2月 トクマ・ノベルズ / 1995年3月 徳間文庫）
  - 収録作品：裏切り / チャンス / 理由 / 記憶 / 置き土産 / 窃視 / 噂 / 嫌悪 / 仕返し / わるいこと / 趣味 / 条件
- 愉悦の扉（1990年11月 実業之日本社 / 1995年2月 光文社文庫）
  - 収録作品：贅沢な悩み / パンティーを脱がないで / なによ、これ！ / ペンギン哀話 / アブナいわたし / 前と後ろと… / 浮気の効用 / ややこしい女 / 好き者同士も困りもの / 忘れられない味なの / 隣の声 / 2人でがんばろう
- 炎の野望（1990年12月 ケイブンシャノベルス / 1993年5月 ケイブンシャ文庫 / 1997年6月 双葉文庫）
- 復讐の宴（1991年1月 天山文庫 / 1996年1月 講談社文庫）
- 弔鐘未だ消えず（1991年1月 ジョイ・ノベルス / 1994年3月 角川文庫）
- 狂眼 地獄から来た女（1991年1月 ノン・ノベル）
  - 【改題】地獄から来た女（1996年2月 ノン・ポシェット）
- 聖なる獣の家（1991年4月 トクマ・ノベルズ / 1994年10月 徳間文庫）
- 禁断の宴（1991年6月 天山文庫 / 1996年11月 講談社文庫）
  - 収録作品：眼鏡 / 歯刷子 / 窓 / 椅子 / 煙草 / 電話 / 口紅 / 鏡 / 梯子 / 鈴
- 炎（1991年6月 講談社ノベルス / 1994年6月 講談社文庫）
- 媚薬（1991年8月 講談社 / 1994年8月 講談社文庫）
  - 収録作品：燭台 / 義歯 / 切株 / 負い目 / 白い壁の部屋 / 髪 / 香水 / 媚薬
- 原色性愛図鑑（1991年8月 実業之日本社 / 1995年10月 徳間文庫）
  - 収録作品：グラス / ラベンダー / 白刃 / マルチーズ / シャワー / 目薬 / 靴 / 蟹 / 自転車 / 数珠
- 悪党は休まない（1991年8月 広済堂ブルーブックス / 1993年12月 廣済堂文庫 / 2001年6月 青樹社文庫）
- 風の装い（1991年10月 有楽出版社 / 1994年11月 集英社文庫）
- 時の報酬（1991年11月 トクマ・ノベルズ / 1994年5月 徳間文庫）
- 凶器（1991年11月 カドカワノベルズ / 1996年3月 角川文庫ハードロマン）
- 悪夢の秘蹟（1991年12月 カッパ・ノベルス / 1995年12月 光文社文庫）
- 誘拐狂想曲（キッドナップ・ラプソディ）（1992年1月 講談社ノベルス）
  - 【改題】女王蜂の身代金（1995年1月 講談社文庫）
- 野良犬の謝肉祭（1992年3月 講談社ノベルス）
  - 【改題】蜜の私刑（1995年3月 講談社文庫）
- 餌食の街（1992年4月 ノン・ノベル / 1997年10月 ノン・ポシェット）
- 血の勲章（1992年7月 Tairiku novels / 1993年11月 Scholar novels）
  - 【改題】抱け、そして撃て（1994年10月 講談社文庫）
- 性的風景（1992年9月 講談社）
  - 収録作品：嫉妬 / 返照 / 性的風景 / ジャングル・パーク / 蜜と闇
    - 【改題】性囚（1995年11月 講談社文庫）
- 愚か者たちの烙印（1992年10月 広済堂ブルーブックス / 1994年12月 廣済堂文庫）
- 偽りの宴（1992年11月 カドカワノベルズ / 1995年11月 角川文庫ハードロマン）
- 天使の翼が折れるとき（1992年11月 小学館 / 1996年10月 ノン・ポシェット）
- 復讐回廊（1993年1月 ジョイ・ノベルス / 2001年8月 講談社文庫）
- 殺意の海図（1993年1月 トクマ・ノベルズ / 1995年6月 徳間文庫）
- 悪夢の交わり（1993年2月 光文社文庫）
- ラスト・チャンス（1993年3月 カドカワノベルズ / 1996年11月 角川文庫ハードロマン / 2004年4月 徳間文庫）
- 罠（1993年4月 カッパ・ノベルス / 1996年6月 光文社文庫 / 2005年7月 徳間文庫）
- 燦然たる屍衣（1993年4月 ノン・ノベル）
  - 【改題】呪縛の絆（1998年4月 ノン・ポシェット）
- 眼を開けて眠れ（1993年5月 トクマ・ノベルズ / 1996年3月 徳間文庫）
- 狂酔の鍵（1993年6月 有楽出版社）
  - 【改題】滴り（1998年3月 講談社文庫）
- 禿鷹（1993年6月 ノン・ノベル）
  - 【改題】禿鷹の凶宴（1999年10月 祥伝社文庫）
- 髑髏（されこうべ）が往く（1993年8月 カッパ・ノベルス）
  - 【改題】鬼刃（1996年11月 光文社文庫）
- 15年目の処刑（1993年9月 講談社ノベルス / 1997年1月 講談社文庫）
- 落日抱擁（1994年1月 フタバノベルス / 1996年1月 双葉文庫）
- 淫楽無明（1994年1月 双葉社 / 2001年5月 双葉文庫）
  - 収録作品：禁犯の章 / 漁色の章 / 秘悦の章 / 邪淫の章 / 隠花の章 / 幻花の章
- 暗黒巡礼（1994年2月 トクマ・ノベルズ / 1997年1月 徳間文庫）
- 血と闇（1994年5月 広済堂ブルーブックス / 1995年12月 廣済堂文庫）
- 撲殺の夏（1994年5月 トクマ・ノベルズ / 1997年4月 徳間文庫）
- 悪夢の遺産（1994年6月 ノン・ノベル）
  - 【改題】骨まで喰らえ（2000年5月 祥伝社文庫）
- 快楽の迷彩（1994年6月 トクマ・ノベルズ / 1999年9月 徳間文庫）
  - 収録作品：ブラッディ・サンデー / 通り雨 / 女郎蜘蛛 / タクシー / あっけらかん / 赤い傘 / 付箋 / ブラウス / 足袋 / 花いちもんめ
- 蒼い牙（1994年7月 立風書房 / 1997年7月 講談社文庫）
- 艶夢十二夜（1994年8月 有楽出版社）
  - 【改題】淫夜（1997年8月 講談社文庫）
- 殺意は八月の光に宿り（1994年9月 Scholar novels special）
  - 【改題】濡れる殺意（1997年10月 講談社文庫）
- 破滅の天使（1994年9月 光文社文庫）
- 現金（ゲンナマ）狩り最終出口（1995年3月 トクマ・ノベルズ / 1998年3月 徳間文庫）
- 歯科医（1995年3月 実業之日本社 / 1998年5月 講談社文庫）
- みだらな素描（1995年3月 立風書房 / 2008年12月 祥伝社文庫）
- ふたたびの冬に屠る（1995年7月 ノン・ノベル）
  - 【改題】怨讐の冬ふたたび（2001年6月 祥伝社文庫）
- 耽溺（1995年8月 講談社 / 1998年8月 講談社文庫）
  - 収録作品：供養 / アクロバット / トランペット / あばずれ
- 火の呪縛（1995年11月 カドカワノベルズ / 1998年11月 角川文庫）
- 甘美な凶器（ブラインド・デイト）（1996年1月 カッパ・ノベルス / 1998年11月 光文社文庫）
- 悪女が目を覚ました（1996年2月 トクマ・ノベルズ / 1998年11月 徳間文庫）
- 酒飲みのひとりごと（1996年3月 実業之日本社 / 2002年12月 光文社文庫）
  - 収録作品：怖い / 鼻の穴 / スジミチの話 / えッ！！ / ぶらんこ / タオル / へこたれる / 試練 / 笑うな！ / 効く / 美人はクズです / 太ってやる！！！
- 冥府の刺客（1996年4月 光文社 / 1999年1月 光文社文庫）
- 獣道（1996年6月 広済堂ブルーブックス / 1997年12月 廣済堂文庫）
- 秘色（1996年7月 祥伝社 / 2000年9月 祥伝社文庫）
- 闇の刃（1996年8月 カッパ・ノベルス / 1999年4月 集英社文庫）
- 眠れない（1996年11月 講談社 / 1999年8月 講談社文庫）
  - 収録作品：眠れない / 誰？ / 影絵 / 猫 / ファンタジー
- 処刑（1996年11月 講談社ノベルス / 1999年10月 講談社文庫）
- 悪党どもの晩餐会（1997年4月 ジョイ・ノベルス / 2001年1月 集英社文庫）
- 幻花祭（1997年5月 講談社 / 2000年5月 講談社文庫）
- 陶酔への12階段（1997年6月 有楽出版社 / 2006年2月 光文社文庫）
- 蠍の祝祭（1997年6月 フタバノベルス / 2001年7月 双葉文庫）
- 黒の褥（1997年7月 徳間書店 / 2000年12月 徳間文庫）
- 楽土（パラダイス）（1997年7月 祥伝社）
  - 【改題】モザイク（2007年6月 祥伝社文庫）
- 真夜中の女（1997年8月 カドカワ・エンタテインメント / 1999年8月 角川文庫）
- 弔いの鐘に目醒めよ（1997年9月 広済堂ブルーブックス / 2000年1月 廣済堂文庫）
- 禁じ手（1997年11月 光文社文庫）
- 掠奪愛（1998年1月 トクマ・ノベルズ / 2001年7月 徳間文庫）
- 蜜の陥穽（わな）（1998年3月 カッパ・ノベルス / 2001年4月 光文社文庫）
- 覗くなかれ（1998年3月 光文社文庫）
- 乱倫の館（1998年6月 有楽出版社）
- 蟻地獄（1998年6月 トクマ・ノベルズ / 2003年5月 徳間文庫）
  - 収録作品：遊戯 / 水の記憶 / 理由 / 傘 / 熱帯 / 二人 / まっくら / ころし文句 / 蟻地獄
- 爛れ火（1998年7月 祥伝社 / 2006年10月 祥伝社文庫）
- 汚名（1998年8月 ジョイ・ノベルス / 2001年8月 光文社文庫）
- 倒錯者（1998年11月 講談社）
  - 収録作品：娼婦の朝 / ぼくの気持 / ポルノ作家 / ピアス / 秋景
- 疾風の闇（1998年11月 広済堂ブルーブックス / 2000年7月 廣済堂文庫）
- 黒の伏流（1998年12月 小学館 / 2003年1月 小学館文庫）
- 密室（1999年1月 読売新聞社）
- 闇路（1999年10月 光文社文庫）
  - 収録作品：蛍 / 影絵 / 闇路 / 彼女の計画 / 火のペンダント
- 暗黒の挽歌（1999年11月 有楽出版社 / 2003年12月 徳間文庫）
- 薔薇の旋風（2000年2月 フタバノベルス / 2006年9月 双葉文庫）
- 鬼畜（2000年3月 講談社ノベルス / 2003年3月 講談社文庫）
- 決着（2000年4月 集英社文庫）
- 悪党どもの弔歌（2000年8月 ジョイ・ノベルス / 2004年8月 光文社文庫）
- 愚者の掟（2000年11月 辰巳出版）
- 蜜の刃（2001年1月 ジョイ・ノベルス）
- 犯行（やま）（2001年2月 カッパ・ノベルス / 2005年5月 光文社文庫）
- あられもなく（2001年5月 講談社文庫）
- 悪虐（2001年8月 広済堂ブルーブックス / 2007年7月 徳間文庫）
- もうひとつの理由（2001年8月 双葉社 / 2004年8月 双葉文庫）
  - 収録作品：なめるな / アリバイ / カップル / 禁煙 / 電話 / あの一発 / 陥穽 / 毛皮 / 勘違い / 全滅 / 秘策 / 罠
- 猟人の王国（2001年9月 祥伝社 / 2004年2月 祥伝社文庫）
- 好色の狩人（2001年9月 日文文庫）
- 剝がし屋（2001年10月 講談社文庫）
- 娼婦の朝（2002年1月 講談社文庫）
- 骸の街（2002年1月 ケイブンシャノベルス / 2004年7月 廣済堂文庫）
- 恥部（2002年1月 ジョイ・ノベルス）
- ざ・ラクゴ お笑いエロチカ（2002年2月 ジョイ・ノベルス）
  - 収録作品：玉ころがし / 変り種 / 寸法合わせ / 三人掛かり / 初物 / 似たもの夫婦 / 畜生道 / 指 / 日本晴れ / できもの / 悪知恵
- 鎖の闇（2002年2月 講談社ノベルス / 2005年2月 講談社文庫）
- 血の残像（2002年7月 廣済堂文庫）
  - 収録作品：血の残像 / 影の構図 / 殺しの媚薬 / 夜のアングル / 夜の哄笑 / ロンリー・ウルフ / やさしさ地獄 / ハイエナの街 / 肌の罠 / 熱くて長い夜
- フリーズ（2002年7月 ジョイ・ノベルス）
- 恋情（2002年7月 文芸社 / 2006年2月 講談社文庫）
- ちょっと聞いてよ（2002年8月 徳間文庫）
  - 収録作品：包丁 / 食っちゃう / 一夜 / 泣けてくる / 一石二鳥 / 浮気の後遺症 / 許せねえ！ / どうしてくれるんだ！ / ガス抜き / 荒療治 / 性の生活設計 / サイナラ / 完璧なオトコ
- 影裁き 蘭方医石庵事件帳（2003年1月 小学館 / 2005年11月 小学館文庫）
- 果てなき死線（2003年2月 ジョイ・ノベルス）
- ほほえむ悪夢（2003年4月 広済堂ブルーブックス）
  - 【改題】淫夢はほほえむ（2008年2月 徳間文庫）
- 虫けらの死（2003年5月 トクマ・ノベルズ）
  - 【改題】黒の弔い（2006年4月 徳間文庫）
- 毒と蜜（2004年1月 講談社文庫）
- 棘（2004年2月 文藝春秋 / 2008年10月 文春文庫）
  - 収録作品：雪の夜 / 露天風呂 / 人助け / 遺品 / 空き家 / 悪食 / 視線 / 夢の中
- 夢退治（2004年3月 光文社文庫）
  - 収録作品：モザイク / 供養 / 健やかな夫婦 / アルバム / 二股 / 夢退治 / プラス・ワン / 恵みの雨 / ゲーム
- 天保枕絵秘聞（2004年4月 双葉文庫）
- 蜜の迷路（2004年6月 ジョイ・ノベルス）
- 秘戯（2004年9月 講談社文庫）
  - 収録作品：プラス・1 / 霧の女 / かくし味 / ラヴホテル / 雨蛙の女 / 秘戯
- 処刑の家（2004年10月 ジョイ・ノベルス）
- 呪縛（2005年7月 講談社文庫）
  - 収録作品：誘惑 / 隣りの声 / 救い主 / エンゼル / ぼくの一日 / 呪縛
- 黒の輪舞（2005年9月 ジョイ・ノベルス）
- 覗く男（2006年12月 講談社文庫）
  - 収録作品：覗く男 / 見て！ / 淫乱のあたし / プログラム / 淫らな家 / アウトドア / 夢をかなえる / インストラクター / 罰ゲーム
- 赤い縄（2007年4月 徳間文庫）
  - 収録作品：月夜 / 相乗り / 自転車 / 犬の話 / 雫 / 密室 / 死神ちゃん / 仮名 / 夜の足音 / 赤い縄
- 女豹たちの罠を破れ（2007年6月 ジョイ・ノベルス）
- 淫らな死体（2008年2月 双葉文庫）
- カレンダーにない日（2009年11月 文藝春秋）
- 叩かれる父（2010年5月 光文社 / 2012年10月 光文社文庫）
  - 収録作品：悲しき口笛 / 余命 / 初夜 / 痩せ我慢 / 十八年 / 遺影 / 叩かれる父
- 牙は折れず（2010年11月 徳間文庫）
  - 収録作品：埋葬 / 骨 / 担保 / 侵入者 / 血の肖像 / 捨て身 / 片割れ心中
- 蠟燭の炎は燃え尽きる寸前に強く赤く揺らぐ（2012年8月 双葉文庫）
  - 収録作品：一人目-虐げられる男 / 二人目-のぞく男 / 三人目-仕置きする男 / 四人目-描かれる男 / 五人目-命令する男 / 六人目-交換する男
- ある殺人者の回想（2013年3月 講談社 / 2016年3月 講談社文庫）
- 死支度（2010年10月 講談社 / 2013年7月 講談社文庫）
  - 収録作品：仙境 / 幻の脚 / アトリエ / 化身 / 葉桜 / 天の恵み / 六道の辻
- 秘事（2013年11月 光文社）
- あしあと（2014年4月 文藝春秋 / 2016年10月 文春文庫）
  - 収録作品：万年筆 / 記憶 / ひとつだけ / 人形の恋 / 秘儀 / 橋 / 一夜 / 影 / 封印 / あしあと
- おかしなことに おとなの童話（2015年12月 講談社）
  - 収録作品：ユメコさんとノボルちゃん / カワムラ青年 / 雪女 / おかしなことに / 人形の絵 / 湖
- 異端者（2016年8月 文藝春秋）
- 水槽の中の女（2016年11月 中央公論新社）

### ノンフィクション・評論・エッセイ
- ボクサー 渡嘉敷勝男にみる「男」の研究（1987年3月 実業之日本社 / 1990年5月 集英社文庫）
  - 収録作品：1章 おれは普通の男じゃない / 2章 おれは具志堅用高を倒す / 3章 おれは主役だ / 4章 汚名はおれがそそぐ / 5章 夢がなくては生きていけない
- 俳句の森を散歩する（2004年1月 小学館）
- 下半身のおとこ 巨匠、勝目梓のパンツを脱がせる（2007年3月 リヨン社）
- 小説家（2006年10月 講談社 / 2009年10月 講談社文庫） - 初の自伝的小説
- 老醜の記（2007年1月 文藝春秋 / 2010年2月 文春文庫） - 『小説家』と対をなす自伝的作品

### アンソロジー
「」内が勝目梓の作品
- ベスト小説ランド 1987-1 日本文藝家協会 編（1987年1月 角川書店）「爪」
- 小説現代新人賞全作品 3（1978年4月 講談社）「寝台の方舟」
- 愛！ 日本冒険作家クラブ 編（1990年4月 徳間文庫）「ブラウス」
- 剣鬼情炎 日本文芸家クラブ 編（1993年1月 廣済堂文庫）「血しぶき女郎蜘蛛」
- さらに不安の闇へ 小説推理傑作選（1998年1月 双葉社）「影の構図」
- 好色の宴 特選官能アンソロジー（2002年1月 ベストロマン文庫）「熱愛者の嘆き」
- 極上掌篇小説（2006年10月 角川書店）「立ち話」
  - 【改題】ひと粒の宇宙（2009年11月 角川文庫）
- 息づかい 好色時代小説集（2007年2月 講談社文庫）「振袖地獄」
- 薄灯かり 官能時代小説アンソロジー（2008年3月 講談社文庫）「長屋の夜」
- 短篇ベストコレクション 現代の小説 2010 日本文藝家協会 編（2010年6月 徳間文庫）「埋葬」
- 10分間の官能小説集1（2012年6月 講談社文庫）「トゥエンティー・ミニッツ」[6]
- 10分間の官能小説集2（2013年5月 講談社文庫）「始末書」
- 短篇ベストコレクション 現代の小説 2013 日本文藝家協会 編（2013年6月 徳間文庫）「家族会議」
- エロスの記憶（2015年2月 文春文庫）「橋」
- 戦後70年わたしの戦争体験（2015年7月 講談社）「低温火傷」

## メディア・ミックス

### Movie Video
- オリオンの殺意より 情事の方程式（1978年6月 日活 / 監督：根岸吉太郎、主演：山口美也子）
- 愛欲の標的（1979年12月 シネマスコープ / 監督：田中登、主演：宮井えりな）
- 獣たちの熱い眠り（1981年9月 東映 / 監督：村川透、主演：三浦友和）
- 悪女軍団（1981年10月 日活 / 監督：小沼勝、主演：風祭ゆき）
- みだらな女神たち（1983年6月 KANOX / 演出：久世光彦、主演：ビートたけし）
- 修羅の伝説（1992年1月 東映 / 監督：和泉聖治、主演：小林旭）
- 白昼の処刑（1992年5月 東映ビデオ / 監督：帯盛迪雄、主演：中条きよし）
- 夢魔（1994年4月 パイオニアLDC / 監督：廣木隆一、主演：真弓倫子）
- 悪党図鑑（1994年7月 日本メディアサプライ / 監督：成田裕介、主演：阿部寛）
- 悪党図鑑 2（1994年11月 日本メディアサプライ / 監督：成田裕介、主演：阿部寛）
- 傷だらけの愛（1995年4月 ファイブウェイズ / 監督：柴田敏行、主演：沢井小次郎）
- 密告（チクリ） マル暴裏捜査（1998年6月 東映ビデオ / 監督：福岡芳穂、主演：哀川翔）
- 現金狩り 最終出口（1999年10月 ジーダス / 監督：榎戸耕史、主演：竹内力）
- 歯科医（2000年2月 ハピネット・ピクチャーズ / 監督：中原俊、主演：遠藤憲一）
- REFLECTION 呪縛の絆（2002年3月 h.m.p / 監督：光石冨士朗、主演：木内あきら）

### 漫画
作画：小森一也
- 鮮血の十字架（1986年10月 壱番館Comic pack）

作画：かわぐちかいじ
- 私設探偵赤い牙 DX版 全2巻（1991年3月 芳文社コミックス）
  - 私設探偵赤い牙 全2巻（2001年7月 ホーム社漫画文庫）
    - 私設探偵赤い牙 SHUEISYA HOME REMIX（2008年2月 ホーム社）
- 赤い野獣 全3巻（1981年5月 芳文社コミックス）

作画：影丸穣也
- 昏き処刑台 Jyoya Kagemaru best selection 愛蔵版 全3巻（1999年10月 さくらコミックス）

作画：岸本加奈子+長崎真央子
- 陶酔のハイヒール 勝目梓傑作選（2000年1月 エメラルドコミックス）
  - 収録作品：淫らな眼 / ガラスの欲情 / 氷の刃 / 陶酔のハイヒール / 華麗なる誘惑